# Solenanthus albiflorus
Solenanthus albiflorus är en strävbladig växtart som beskrevs av A.P. Chukavina och E.V. Meling. Solenanthus albiflorus ingår i släktet Solenanthus och familjen strävbladiga växter. Inga underarter finns listade i Catalogue of Life.